# 岩見大橋
岩見大橋（いわみおおはし）は、北海道旭川市の石狩川沿いに架けられた橋。

## 概要
1982年（昭和57年）開通。国道12号下り線（旭川方向）の橋であり、旭川市内の橋梁としては最も長い。橋の途中でオマナイ川が合流する。
上川盆地を流れる全ての川が合流した石狩川が、山地の迫る変成岩地帯を激流となって通過している。周辺区間の4車線化に伴い、狭く急峻な地形と神居古潭変性帯の特殊な地質を考慮して上り線（札幌方向）の2車線を車線盛土、下り線の2車線を橋梁タイプとして8年の歳月を要して完成した。

## 周辺
- 神居古潭